# Dronningens Ur
Dronningens Ur (dt. Uhr der Königin) ist eine persönliche Ehrung der dänischen Königin Margrethe II. für diejenigen Wehrpflichtigen der Königlichen Leibgarde (dän.: Den Kongelige Livgarde), die ihre Dienstzeit beendet haben und die sich während ihres Dienstes besonders ausgezeichnet haben.

## Verleihung
Für jede Auszeichnung wird vor dem Ausscheiden aus dem Dienst eine Abschiedsparade in der Kaserne der Königlichen Leibgarde, in der Gothersgade in Kopenhagen abgehalten, wo Ihre Majestät Königin Margrete II. sich  bei den Leibgardisten für die guten Dienste in der Königlichen Leibgarde und für den guten Wachdienst bei dem Königlichen Schlössern und Palästen bedankt.

## Geschichte
Die Geschichte hinter Dronningens Ur geht zurück ins Jahr 1969, als anlässlich des 70. Geburtstages von König Frederik IX. ein Fonds gegründet wurde. Die Fonds-Mittel in Höhe von 25.187 dänischen Kronen wurden durch Beiträge sämtlicher Mitglieder der Dänischen Gardevereinigung (dän.: De Danske Garderforening) aufgebracht und das Kapital wurde am 11. März 1969 dem König zur Verfügung gestellt mit dem Ziel, dass es im Namen des Königs und aufgrund seiner eigenen weiteren Entscheidung den Wehrpflichtigen in der Königlichen Leibgarde zugutekommen solle.
Der König hatte daraufhin entschieden, dass jährlich eine Armbanduhr gekauft werden solle, die die Gravur Kongens ur (dt. „Uhr des Königs“) und die entsprechende Jahreszahl enthält. Auf der Abschiedsparade der Leibgarde wolle der König zukünftig die Uhr dem besten Wehrpflichtigen überreichen. Zum ersten Mal ehrte König Frederik IX. einem Leibgardisten mit einer Uhr während der Abschiedsparade am 17. Februar 1970.
Der Gardefonds Kongens Ur wurde nach dem Thronwechsel zu Königin Margrethe II. im Jahr 1972 umbenannt in Dronningens Ur. Der festliche Bestandteil der Übergabe während der Abschiedsparade wird als schöner Beleg für das Zusammenwirken zwischen Königin, Regiment und alten Gardisten gesehen.
Die Uhr wird seit Jahren bei dem Uhrmacher Ole Mathiesen (gegr. 1845) in Kopenhagen eingekauft.